# Reginald Aldworth Daly
Reginald Aldworth Daly (ur. 19 maja 1871 w Napanee, zm. 19 września 1957 w Cambridge) – kanadyjsko-amerykański petrograf i geolog.

## Życiorys
W 1898 został instruktorem geologii na Uniwersytecie Harvarda, przez 6 lat prowadził badania w górskim rejonie zachodniej Alberty i południowej Kolumbii Brytyjskiej, 1907–1912 był profesorem Massachusetts Institute of Technology w Cambridge, odbywał podróże badawcze na Hawaje i Samoa. W latach 1912–1942 był profesorem na Uniwersytecie Harvarda w Cambridge. Był członkiem wielu akademii. Zajmował się badaniami skał magmowych, ich genezy i składu (podał średni skład chemiczny głównych typów tych skał), a także problemem różnicowania się (dyferencjacji) magmy wskutek asymilacji magmowej, zagadnieniem tworzenia się batolitów, mechanizmem izostazji i genezą kanionów podmorskich (które według niego są wynikiem działania erozyjnego prądów zawiesinowych).  Od 1950 był członkiem zagranicznym Królewskiej Holenderskiej Akademii Sztuk i Nauk.